# Старочелни-Сюрбеєво
Старочелни́-Сюрбе́єво (рос. Старочелны-Сюрбеево, чув. Кĕçĕн Çĕрпӳел) — село у складі Комсомольського району Чувашії, Росія. Входить до складу Новочелни-Сюрбеєвського сільського поселення.
Населення — 453 особи (2010; 446 у 2002).
Національний склад:
- чуваші — 99 %